# Bellucia
Bellucia es un género con 30 especies de plantas fanerógamas pertenecientes a la familia Melastomataceae. Comprende 29 especies descritas y de estas, solo 5 aceptadas.

## Descripción
Son arbustos fuertes o árboles, ramas teretes o comprimidas, glabras o menudamente pubescentes. Hojas enteras, gruesas, menudamente papilosas en el envés, coriáceas, 3–5-plinervias o 5-nervias con nervios secundarios conspicuos elevados. Inflorescencias de flores solitarias, apareadas o dispuestas en cimas cortas en las axilas de las hojas superiores o en los nudos de las ramitas por abajo de las hojas, flores 5–8-meras; hipantos hemisféricos a turbinados; cáliz cerrado en la yema pero rompiéndose en la antesis en 2–8 lobos regulares o irregulares; pétalos oblongo-ovados a obovados, carinados en la superficie exterior con 1 a 2 uñas marginales al menos en uno de los lados de cada pétalo, gruesos y esponjosos, menudamente granulosos, blancos pero volviéndose rosados y finalmente cafés con la edad; estambres en doble número que los pétalos, isomorfos e incurvados en la antesis, anteras oblongo-ovadas o dolabriformes, lateralmente comprimidas, libres pero conniventes en un anillo alrededor del estilo, abriéndose por 2 diminutos poros terminales, conectivo grueso pero ni prolongado ni apendiculado; estigma capitado y radialmente estriado; ovario 8–15-locular, completamente ínfero. Fruto una baya globosa; semillas angostamente obovoides a piriformes, menudamente rugosas a vagamente sulcadas con un rafe lateral.

## Taxonomía
El género fue descrito por Joseph Dalton Hooker y publicado en Genera Plantarum 1: 748. 1867.

## Especies aceptadas
A continuación se brinda un listado de las especies del género Bellucia aceptadas hasta febrero de 2013, ordenadas alfabéticamente. Para cada una se indica el nombre binomial seguido del autor, abreviado según las convenciones y usos:
- Bellucia aequiloba Pilg.
- Bellucia dichotoma Cogn.
- Bellucia grossularioides (L.) Triana
- Bellucia huberi (Wurdack) S.S. Renner
- Bellucia pentamera Naudin